# Ісмаїл II (емір Гранади)
Абу'л Валід Ісмаїл II ібн Юсуф (араб. أبو الوليد إسماعيل بن يوسف; нар. 4 жовтня 1339 — 24 червня 1360) — 9-й емір Гранадського емірату в 1359—1360 роках.

## Життєпис
Походив з династії Насрідів. Син Юсуфа I, еміра Гранади, та наложниці Мар'ям. Народився 1339 року в Гранаді. Разом з іншими зведеними братами здобув освіту під орудою хаджиба Абу Ну'айм Ридвана. Спочатку Ісмаїл стає спадкоємцем трону, але за декілька днів до своєї загибелі Юсуф I призначив спадкоємцем емірату іншого сина — Мухаммада. Після вбивства батька 1354 року візир Ібн аль-Хатіб оголосив еміром Мухаммада.
У 1359 році значна частина знаті виявилася невдоволеною підтримкою гранадського еміра Мухаммада V кастильського короля Педро I. Цим скористався Ісмаїл, що влаштував змову, поваливши брата Мухаммада V. Той втік спочатку до Гуадікса, а невдовзі — до Марокко. Ісмаїл став новим еміром. Разом з тим значну владу здобув його стрийко Абу Абдаллах Мухаммад, що допоміг вчинити заколот.
Ісмаїл II негайно замінив усіх цивільних і військових посадовців, оскільки бажав зміцнити власну владу. Разом з тим продовжив зовнішню політику попередника, підтвердивши обіцянку допомагати Кастилії проти Арагону. Це призвело до того, що арагонський король Педро IV відправив війська проти Гранадського емірату.
За цих обставин емір дедалі більше вступав у протиріччя з Абу Абдаллахом Мухаммадом, що набував авторитету в державі. Зрештою 24 червня (за іншими відомостями 13 липня) 1360 року Абу Абдаллах виступив проти Ісмаїла II, який після нетривалого спротиву в Альгамбрі мусив здатися. Того ж дня його разом з братом Кайса було страчено. Новим еміром став Абу Абдаллах Мухаммад.